# Šipikovo
Šipikovo (em cirílico: Шипиково) é uma vila da Sérvia localizada no município de Zaječar, pertencente ao distrito de Zaječar, na região de Timočka Krajina. A sua população era de 374 habitantes segundo o censo de 2011.

## Demografia
| 1948 | 1953 | 1961 | 1971 | 1981 | 1991 | 2002 | 2011 |
| ---- | ---- | ---- | ---- | ---- | ---- | ---- | ---- |
| 1129 | 1128 | 1038 | 966  | 898  | 672  | 511  | 374  |